# Viaggio nella bellezza
Viaggio nella bellezza è una serie di documentari televisivi di approfondimento storico.

## Produzione
I documentari sono realizzati dalla Rai con la consulenza scientifica di Francesco Caglioti, docente di Storia dell'arte moderna presso l'Università degli Studi di Napoli “Federico II”, di Ester Coen, docente di Storia dell'arte contemporanea presso l'Università degli Studi dell'Aquila, e dell'archeologa Maria Pia Guermandi.
Con Signorie e Potere e bellezza, rientra nella "serie di programmi, documentari e prodotti multimediali per la promozione e valorizzazione del patrimonio culturale e artistico italiano" Italia: Viaggio nella bellezza.
A differenza delle prime due serie, tuttavia, nuove puntate sono state trasmesse ben oltre il 2015.
Speciale Pompei consiste in un prologo al documentario La voce di Pompei, prodotto dalla Soprintendenza per i beni archeologici di Pompei e realizzato dall'INAREA.

## Puntate (2015-estate 2016)
| N.  | Titolo | Autore                                                                     | Regista                                         |
| --- | --- | -------------------------------------------------------------------------- | ----------------------------------------------- |
| 1.  | Matera. Il destino capovolto / La città di Ambrogio | Alessandro Chiappetta / Eugenio Farioli Vecchioli, Brigida Gullo           | Graziano Conversano / Eugenio Farioli Vecchioli |
| 2.  | Le ali di Brixia | Rita Pacifici                                                              | Keti Riccardi                                   |
| 3.  | Sotterranea bellezza - Le stazioni dell'arte della metro di Napoli | Roberto Moroni                                                             | Stefano Lorenzi                                 |
| 4.  | I longobardi di Cividale | Eugenio Farioli Vecchioli                                                  | Keti Riccardi                                   |
| 5.  | Fortuna Primigenia - Il Santuario di Palestrina | Stefano Di Gioacchino                                                      | Davide Rinaldi                                  |
| 6.  | La leggenda aurea di Galatina | Massimiliano Griner                                                        | Matteo Bardelli                                 |
| 7.  | Spoleto, un museo a cielo aperto | Roberto Moroni                                                             | Marzia Marzolla                                 |
| 8.  | Acerenza, città cattedrale | Massimiliano Griner                                                        | Matteo Bardelli                                 |
| 9.  | La Milano di Ambrogio | Eugenio Farioli Vecchioli, Brigida Gullo                                   | Eugenio Farioli Vecchioli                       |
| 10. | Sovana e Pitigliano, un viaggio nel tempo / Interpretare con la luce | Lucrezia Lo Bianco / Maria Francesca Zingariello, Alessandro De Angelis    | Paolo Zagari / Maria Francesca Zingariello      |
| 11. | Passaggio a Saepinum | Rita Pacifici                                                              | Stefano Lorenzi                                 |
| 12. | La riscoperta dell'Etruria padana / Le ceneri della storia | Stefano Di Gioacchino / Maria Francesca Zingariello, Alessandro De Angelis | Davide Rinaldi / Maria Francesca Zingariello    |
| 13. | L'abbazia di Fiastra / I segreti della terra e dell'arte | Roberto Moroni / Maria Francesca Zingariello, Alessandro De Angelis        | Marzia Marzolla / Maria Francesca Zingariello   |
| 14. | Skylletion, Scolacium, Squillace - Le tante vite di una città della Calabria | Eugenio Farioli Vecchioli                                                  | Eugenio Farioli Vecchioli                       |
| 15. | Ogni due anni a Venezia. Una storia della Biennale Arte | Massimiliano Griner                                                        | Davide Rinaldi                                  |
| 16. | La Sacra di San Michele. Mille anni di storia. | Lucrezia Lo Bianco                                                         | Paolo Zagari                                    |
| 17. | Le pietre di Alba Fucens / L'Incompiuta di Venosa | Rita Pacifici / Keti Riccardi                                              | Stefano Lorenzi /                               |
| 18. | Luni. La città di marmo. | Stefano Di Gioacchino                                                      | Matteo Bardelli                                 |
| 19. | Agrigentum / Villa Piccolo | Sara Ferrari, Gioia Zenoni / Keti Riccardi                                 | Marcantonio Corrieri, Giancarlo Sanfilippo/     |
| 20. | Un patrimonio da riscoprire. Viaggio nella bellezza 1) L'Etruria padana. Kainua 2) La sotterranea bellezza. Napoli 3) L'arte dei "barbari". Cividale del Friuli 4) Un museo a cielo aperto. Spoleto 5) Una città sul tratturo. Saepinum 6) La fortuna primigenia. Palestrina 7) La Basilica di santa Caterina. Galatina |                                                                            |                                                 |
| 21. | Mantova. Una capitale per la cultura |                                                                            |                                                 |
| 22. | Abitare in epoca romana. L'urbanizzazione della penisola | Stefano di Gioacchino                                                      | Stefano Lorenzi                                 |
| 23. | Abitare nel Medioevo. I castelli del senese | Massimiliano Griner                                                        | Marzia Marzolla, Federico Cataldi               |
| 24. | Abitare nel Rinascimento. Le città di nuova fondazione | Rita Pacifici                                                              | Matteo Bardelli, Federico Cataldi               |
| 25. | Abitare in età industriale. I villaggi operai | Alessandra Conforti, Lucrezia Lo Bianco                                    | Stefano Lorenzi                                 |
| 26. | La seconda vita degli edifici pubblici. Roma, da pagana a cristiana | Massimiliano Griner                                                        | Federico Cataldi, Stefano Lorenzi               |
| 27. | La seconda vita dei conventi. Venezia e la caduta della Repubblica Veneta | Rita Pacifici                                                              | Matteo Bardelli, Maura Calefati                 |
| 28. | La seconda vita degli anfiteatri: arene, fortezze e abitazioni | Stefano Di Gioacchino                                                      | Marzia Marzolla, Keti Riccardi                  |
| 29. | Speciale Pompei | Keti Riccardi                                                              |                                                 |

## Puntate (ottobre 2016-2017)
| N.  | Titolo | Autore                                                                                             | Regista                                                                            |
| --- | --- | -------------------------------------------------------------------------------------------------- | ---------------------------------------------------------------------------------- |
| 1.  | Abitare nella preistoria. Le palafitte dell'arco alpino                                                                                                | Eugenio Farioli Vecchioli                                                                          |                                                                                    |
| 2.  | Dalla parte del patrimonio: l'eredità di Antonio Cederna                                                                                               | Massimiliano Griner                                                                                | Stefano Lorenzi, Federico Cataldi                                                  |
| 3.  | Un arcangelo nelle grotte: il culto di san Michele nell'Italia medievale                                                                               | Keti Riccardi, Eugenio Farioli Vecchioli                                                           | Matteo Bardelli                                                                    |
| 4.  | Cimitile - Santuario dei destini incrociati | Rita Pacifici                                                                                      | Federico Cataldi                                                                   |
| 5.  | La Reggia di Caserta | Massimiliano Griner                                                                                | Stefano Lorenzi                                                                    |
| 6.  | Santa Maria Antiqua - E la pittura bizantina nell'Italia altomedioevale                                                                                | Maura Calefati, Eugenio Farioli Vecchioli                                                          | Marzia Marzolla                                                                    |
| 7.  | La preistoria sulla roccia - L'arte rupestre della Valle Camonica                                                                                      | Eugenio Farioli Vecchioli                                                                          |                                                                                    |
| 8.  | L'Italia di Shakespeare | Alessandra Conforti                                                                                | Matteo Bardelli, Antonella Zechini                                                 |
| 9.  | Dalla parte del patrimonio. I mestieri della cultura                                                                                                   | Stefano Di Gioacchino, Massimiliano Griner                                                         | Matteo Bardelli, Federico Cataldi, Edoardo Cicchetti                               |
| 10. | Abitare l’Italia: un viaggio nell’archeologia dell’insediamento 1) Le città romane. 2) I castelli medievali. 3) Le città ideali. 4) I villaggi operai. | Alessandra Conforti, Stefano Di Gioacchino, Massimiliano Griner, Lucrezia Lo Bianco, Rita Pacifici | Matteo Bardelli, Federico Cataldi, Stefano Lorenzi, Marzia Marzolla, Keti Riccardi |
| 11. | Dalla parte del patrimonio. L'eredità di Luigi Bernabò Brea                                                                                            | Lucrezia Lo Bianco                                                                                 | Keti Riccardi                                                                      |
| 12. | San Vincenzo al Volturno - E la nascita dell'Europa | Stefano Di Gioacchino, Maura Calefati                                                              | Federico Cataldi                                                                   |
| 13. | La via delle Gallie / Disegnare la storia | Massimiliano Griner / Maria Francesca Zingariello                                                  | Matteo Bardelli / Alessandro De Angelis                                            |

## Puntate (2017-2018)
| N.  | Titolo                                                       | Autore                                     | Regista                             |
| --- | ------------------------------------------------------------ | ------------------------------------------ | ----------------------------------- |
| 1.  | Dalla parte del patrimonio. L'eredità di Antonio Cederna     | Massimiliano Griner                        | Stefano Lorenzi, Federico Cataldi   |
| 2.  | Pistoia. Capitale italiana della cultura                     | Keti Riccardi                              | Stefano Lorenzi                     |
| 3.  | Il Real sito di Carditello                                   | Alessandra Conforti, Lucrezia Lo Bianco    | Matteo Bardelli                     |
| 4.  | I Fenici e la Sardegna nuragica                              | Elisabetta Castana                         | Lucrezia Lo Bianco, Stefano Lorenzi |
| 5.  | Un monte chiamato Corno - Il Gran Sasso e le genti d'Abruzzo | Stefano Di Gioacchino                      | Alessandro Varchetta                |
| 6.  | Teatri senza tempo                                           | Flavia Ruggeri                             |                                     |
| 7.  | L'Italia dei borghi                                          | Elisabetta Castana, Lucrezia Lo Bianco     | Marzia Marzolla                     |
| 8.  | Italia longobarda                                            | Keti Riccardi                              | Alessandro Varchetta                |
| 9.  | Calabria bizantina                                           | Alessandra Conforti, Stefano Di Gioacchino | Matteo Bardelli                     |
| 10. | Farnesina - Tra arte e architettura                          | Maura Calefati                             | Federico Cataldi                    |
| 11. | Sacile: una città tra acqua e terra                          | Keti Riccardi                              |                                     |
| 12. | Palermo arabo normanna                                       | Eugenio Farioli Vecchioli, Maura Calefati  | Federico Cataldi                    |
| 13. | La fortuna degli Etruschi                                    | Massimiliano Griner                        | Marzia Marzolla, Matteo Bardelli    |

## Puntate (2018-2019)
| N. | Titolo                                                                        | Autore                                          | Regista                   | Data              |
| -- | ----------------------------------------------------------------------------- | ----------------------------------------------- | ------------------------- | ----------------- |
| 1. | La bellezza addormentata. Alla scoperta dei depositi museali                  | Massimiliano Griner                             | Marzia Marzolla           | 10 settembre 2018 |
| 2. | I paesaggi della preistoria. L'Italia del Paleolitico                         | Stefano Di Gioacchino, Alessandro Varchetta     | Stefano Lorenzi           | 24 settembre 2018 |
| 3. | Sulle tracce di Ercole                                                        |                                                 |                           | 23 settembre 2019 |
| 4. | Il patrimonio in divisa da guerra                                             | Maura Calefati, Lucrezia Lo Bianco              | Stefano Lorenzi           | 8 aprile 2019     |
| 5. | Sulle tracce del patrimonio mondiale. Il medioevo delle cattedrali            | Stefano Di Gioacchino                           | Marzia Marzolla           | 3 giugno 2019     |
| 6. | Sulle tracce del patrimonio mondiale. L'UNESCO e l'utopia della conservazione | Eugenio Farioli Vecchioli, Alessandro Varchetta | Alessandro Varchetta      | 19 agosto 2019    |
| 7. | Sulle tracce del patrimonio mondiale. La storia della World Heritage List     | Eugenio Farioli Vecchioli                       | Eugenio Farioli Vecchioli | 26 agosto 2019    |
| 8. | Palermo arabo normanna                                                        | Eugenio Farioli Vecchioli, Maura Calefati       | Federico Cataldi          | 15 aprile 2019    |

## Puntate (2019-2020)
| N.  | Titolo                                                                     | Autore                             | Regista                            | Data             |
| --- | -------------------------------------------------------------------------- | ---------------------------------- | ---------------------------------- | ---------------- |
| 1.  | Sulle tracce del patrimonio mondiale. Le città storiche                    | Maura Calefati, Lucrezia Lo Bianco | Maura Calefati, Lucrezia Lo Bianco | 2 settembre 2019 |
| 2.  | La vera storia del falso. La falsificazione nella storia dell'arte moderna | Massimiliano Griner                | Monica Taburchi                    | 11 novembre 2019 |
| 3.  | L'originale e il suo doppio. La nobile arte della copia                    |                                    |                                    | 25 novembre 2019 |
| 4.  | Ogni due anni a Venezia. Una storia della Biennale Arte                    |                                    |                                    | 6 gennaio 2020   |
| 5.  | Dal falso al fake. La falsificazione e l'arte contemporanea                |                                    |                                    | 2 dicembre 2019  |
| 6.  | Un giorno da Lincei. Storia di un'accademia                                |                                    |                                    | 24 febbraio 2020 |
| 7.  | Capodimonte, una Reggia per l'arte                                         | Keti Ricciardi                     | Antonio Masiello                   | 2 marzo 2020     |
| 8.  | Nella terra dei faraoni. L'avventura dell'egittologia italiana             |                                    |                                    | 30 marzo 2020    |
| 9.  | La scuola di Atene. L'archeologia italiana nell’Egeo                       |                                    |                                    | 13 aprile 2020   |
| 10. | La bottega del falsario. Storie di falsi nel Novecento                     |                                    |                                    | 16 marzo 2020    |
| 11. | Alla scoperta dell'Italia di Shakespeare                                   |                                    |                                    | 20 aprile 2020   |
| 12. | Il patrimonio in tavola: Parma e la sua valle                              |                                    |                                    | 21 dicembre 2020 |